# Hellmuth Otto Engelhardt
Hellmuth Otto Engelhardt (* 11. Juni 1909 in Leipzig; † ?) war ein deutscher Lyriker, der unter dem Pseudonym Friedsieg der Dichter wirkte.

## Leben
Er kam 1909 als Sohn des Großkaufmanns Walter Engelhardt in Leipzig zur Welt. Im Alter von 22 Jahren begann er 1931, Gedichte zu schreiben. Diese konnte er bereits ein Jahr später auf Einladung des damaligen Stadtrates für Kultur im Gohliser Schlösschen lesen. Während des Zweiten Weltkrieges war Engelhardt als Soldat der Wehrmacht in Italien eingesetzt. Da seine Heimat im Zuge der Luftangriffe auf Leipzig zerstört worden war, zog er nach Westdeutschland und lebte fortan in der unterfränkischen Stadt Kitzingen in Bayern. 
Engelhardt hatte einige kleine Publikationen in den 1930er Jahren; sein eigentliches dichterisches Werk blieb jedoch unveröffentlicht. Sein Nachlass lagert in der Universitätsbibliothek Gießen.

## Publikationen (Auswahl)
- Hellmuth Otto Engelhardt: Die Entwicklungsgeschichte der Welt, der Weltallwelt, des Alles, des AllesAlles und andere Geschichten. In der Reihe: „Patios Raritätenbücher (Pa-Ra-Bü)“, Band 10. Patio Verlag, Frankfurt am Main, 1978.[3][4]
- Hellmuth Otto Engelhardt: Licht vor dem Dunkel. Wien, 1982.[5]